# Список кратеров Меркурия
- Меркурий: 397 (7.6%)
- Луна: 1624 (31.2%)
- Марс: 1092 (21.0%)
- Венера: 900 (17.3%)
- Другие: 1198 (23.0%)

Это список кратеров на Меркурии. Почти все они названы в честь людей искусства: художников, писателей, архитекторов и т. п. Кратеры размером более 250 км относятся к категории бассейнов. По состоянию на 2022 год на Меркурии 413 кратеров, обладающих именем собственным.
| # А Б В Г Д Е Ё Ж З И К Л М Н О П Р С Т У Ф Х Ц Ч Ш Щ Э Ю Я |

## А
| Кратер         | Широта | Долгота | Диаметр (км) | Назван в честь                                      |
| -------------- | ------ | ------- | ------------ | --------------------------------------------------- |
| Абу Нувас      | 17,5   | 21      | 115          | Абу Нувас, арабский поэт                            |
| Айвс           | −32,5  | 112     | 20           | Чарльз Айвз, американский композитор                |
| Аленкар        | −63,5  | 104     | 85           | Жозе де Аленкар, бразильский писатель               |
| Аль-Джахиз     | 1,5    | 22      | 95           | Аль-Джахиз, арабский писатель                       |
| Аль-Хамадани   | 39     | 89,5    | 170          | Бади аз-Заман аль-Хамадани, арабский писатель       |
| Амарал         | −26,4  | 242,3   | 106          | Тарсила ду Амарал, бразильская художница            |
| Амру аль-Кайс  | 13     | 176     | 50           | Амру аль-Кайс, арабский поэт                        |
| Андал          | −47    | 38.5    | 90           | Андаль, тамильская поэтесса                         |
| Анита          | 79,5   | 210,67  | 20,92        | Анита Тегейская, древнегреческая поэтесса           |
| Аполлодор      | 30,58  | 197,01  | 41,0         | Аполлодор Дамасский, древнегреческий архитектор     |
| Аристоксен     | 82     | 11      | 65           | Аристоксен, древнегреческий философ и музыковед     |
| Атже           | 25,65  | 193,93  | 100,0        | Эжен Атже, французский фотограф                     |
| Африкан Хортон | −50,5  | 42      | 120          | Джеймс Африкан Хортон, писатель из Сьерра-Леоне     |
| Ахмад Баба     | 58,5   | 127     | 115          | Ахмад Баба аль Массуфи, западноафриканский писатель |
| Ашвагхоша      | 11     | 21      | 80           | Ашвагхоша, индийский поэт                           |

## Б
| Кратер      | Широта | Долгота | Диаметр (км) | Назван в честь |
| ----------- | ------ | ------- | ------------ | --- |
| Байрон      | −8     | 33      | 100          | Джордж Гордон Байрон, английский поэт                                                                                     |
| Балагтас    | −22    | 14      | 100          | Франсиско Балагтас, филиппинский поэт                                                                                     |
| Бальзак     | 11     | 145     | 65           | Оноре де Бальзак, французский писатель                                                                                    |
| Барма       | −41,3  | 162,8   | 128          | Барма, русский архитектор                                                                                                 |
| Барток      | −29    | 135     | 80           | Бела Барток, венгерский композитор                                                                                        |
| Басё        | −32    | 170,5   | 70           | Мацуо Басё, японский поэт                                                                                                 |
| Бах         | −69    | 103     | 225          | Иоганн Себастьян Бах, немецкий композитор                                                                                 |
| Беккет      | −40,1  | 248,8   | 57,0         | Кларисса Беккет, австралийская художница                                                                                  |
| Бельо       | −18,5  | 120,5   | 150          | Андрес Бельо, венесуэльский писатель                                                                                      |
| Бернини     | −79,5  | 136     | 145          | Джованни Лоренцо Бернини, итальянский архитектор и скульптор                                                              |
| Бетховен    | −20    | 124     | 625          | Людвиг ван Бетховен, немецкий композитор                                                                                  |
| Боккаччо    | −80,5  | 30      | 135          | Джованни Боккаччо, итальянский писатель                                                                                   |
| Боттичелли  | 64     | 110     | 120          | Сандро Боттичелли, итальянский живописец                                                                                  |
| Бо Цзюйи    | −6,5   | 165,5   | 60           | Бо Цзюйи, китайский поэт                                                                                                  |
| Боэций      | −0,5   | 74      | 130          | Аниций Манлий Торкват Северин Боэций, римский государственный деятель, христианский философ-неоплатоник                   |
| Бо Я        | −45,5  | 21      | 90           | Бо Я, китайский музыкант                                                                                                  |
| Браманте    | 46     | 62      | 130          | Донато Браманте, итальянский архитектор                                                                                   |
| Брамс       | 58,5   | 177     | 75           | Иоганнес Брамс, немецкий композитор                                                                                       |
| Бронте      | 39     | 126,5   | 60           | Шарлотта (1816—1855), Эмили (1818—1848), Энн (1820—1849), английские писательницы, а также Бренуэлл (1817—1848), художник |
| Брунеллески | −8,5   | 22,5    | 140          | Филиппо Брунеллески, итальянский архитектор                                                                               |

## В
| Кратер    | Широта | Долгота | Диаметр (км) | Назван в честь                              |
| --------- | ------ | ------- | ------------ | ------------------------------------------- |
| Вагнер    | −67,5  | 114     | 135          | Рихард Вагнер, немецкий композитор          |
| Вальмики  | −23,5  | 141,5   | 220          | Вальмики, индийский поэт                    |
| Ван Гог   | −76,75 | 138,55  | 99,4         | Винсент ван Гог, голландский художник       |
| Ван Дейк  | 76,5   | 165     | 100          | Антонис ван Дейк, фламандский живописец     |
| Ван Мэн   | 9,5    | 104     | 170          | Ван Мэн, китайский художник                 |
| Ван Эйк   | 43,5   | 159     | 235          | Ян ван Эйк, голландский художник            |
| Веласкес  | 37     | 54      | 120          | Диего Родригес Веласкес, испанский художник |
| Вергеланн | −37    | 56,5    | 35           | Генрик Вергеланн, норвежский писатель       |
| Верди     | 64,5   | 169     | 150          | Джузеппе Верди, итальянский композитор      |
| Вивальди  | 14,5   | 86      | 210          | Антонио Вивальди, итальянский композитор    |
| Висенте   | −56,5  | 143     | 85           | Жиль Висенте, португальский поэт            |
| Вьяса     | 43,5   | 80      | 275          | Вьяса, индийский поэт                       |

## Г
| Кратер         | Широта | Долгота | Диаметр (км) | Назван в честь                                   |
| -------------- | ------ | ------- | ------------ | ------------------------------------------------ |
| Гайдн          | −27,2  | 71,6    | 250          | Йозеф Гайдн, австрийский композитор              |
| Гвидо д’Ареццо | −38    | 19      | 50           | Гвидо д'Ареццо, итальянский музыкальный теоретик |
| Гейне          | 33     | 124,5   | 65           | Генрих Гейне, немецкий поэт                      |
| Гендель        | 4      | 34      | 150          | Георг Фридрих Гендель, немецкий композитор       |
| Гесиод         | −58    | 35,5    | 90           | Гесиод, древнегреческий поэт                     |
| Гёте           | 78,5   | 44,5    | 383          | Иоганн Вольфганг Гёте, немецкий писатель         |
| Гиберти        | −48    | 80      | 100          | Лоренцо Гиберти, итальянский скульптор           |
| Глинка         | 14,8   | 111,7   | 86,0         | Михаил Иванович Глинка, русский композитор       |
| Глюк           | 37,5   | 18,5    | 85           | Кристоф Виллибальд Глюк, австрийский композитор. |
| Гоген          | 66,5   | 97      | 75           | Поль Гоген, французский художник                 |
| Гойя           | −6,5   | 152,5   | 135          | Франсиско Хосе де Гойя, испанский художник       |
| Гольбейн       | 35,5   | 29      | 85           | Ганс Гольбейн Младший, немецкий художник         |
| Гомер          | −1     | 36,5    | 320          | Гомер, древнегреческий поэт                      |
| Гораций        | −68,5  | 52      | 48           | Гораций, древнеримский поэт                      |
| Готорн         | −51    | 116     | 100          | Натаниел Готорн, американский писатель           |
| Гуань Ханьцин  | 29     | 53      | 155          | Гуань Ханьцин, китайский драматург               |
| Гюго           | 39     | 47,5    | 190          | Виктор Гюго, французский писатель                |

## Д
| Кратер      | Широта | Долгота | Диаметр (км) | Назван в честь                                 |
| ----------- | ------ | ------- | ------------ | ---------------------------------------------- |
| Дали        | 45,3   | 240,6   | 175          | Сальвадор Дали, испанский художник             |
| Дарио       | −26    | 10      | 160          | Рубен Дарио, никарагуанский писатель           |
| Дауленд     | −53    | 180     | 80           | Джон Доуленд, английский композитор            |
| Дворжак     | −9,5   | 12,5    | 30           | Антонин Дворжак, чешский композитор            |
| Дега        | 37,5   | 127     | 45           | Эдгар Дега, французский художник               |
| Делакруа    | −44,5  | 129,5   | 135          | Фердинан Делакруа, французский художник        |
| Депре       | 81     | 92      | 40           | Жоскен де Пре, франко-фламандский композитор   |
| Державин    | 44,5   | 35,5    | 145          | Гавриил Романович Державин, русский поэт       |
| Дзэами      | −2,5   | 148     | 125          | Мотокиё Дзэами, японский драматург             |
| Диккенс     | −73    | 153     | 72           | Чарльз Диккенс, английский писатель            |
| Донн        | 3      | 14      | 60           | Джон Донн, английский поэт.                    |
| Достоевский | −44,5  | 177     | 390          | Фёдор Михайлович Достоевский, русский писатель |
| Ду Фу       | 25     | 93,66   | 33           | Ду Фу, китайский поэт                          |
| Дун Юань    | 75,02  | 62,83   | 60           | Дун Юань, китайский художник                   |
| Дюрер       | 22     | 119,5   | 190          | Альбрехт Дюрер, немецкий художник              |

## З
| Кратер | Широта | Долгота | Диаметр (км) | Назван в честь                   |
| ------ | ------ | ------- | ------------ | -------------------------------- |
| Золя   | 50,5   | 178     | 60           | Эмиль Золя, французский писатель |

## И
| Кратер        | Широта | Долгота | Диаметр (км) | Назван в честь                           |
| ------------- | ------ | ------- | ------------ | ---------------------------------------- |
| Ибсен         | −24    | 36      | 160          | Генрик Ибсен, норвежский драматург       |
| Иегуда Галеви | 11,5   | 108     | 85           | Иехуда Галеви, испано-еврейский писатель |
| Иктин         | −79    | 165     | 110          | Иктин, древнегреческий архитектор        |
| Имхотеп       | −17,5  | 37,5    | 160          | Имхотеп, древнеегипетский архитектор     |

## Й
| Кратер | Широта | Долгота | Диаметр (км) | Назван в честь                       |
| ------ | ------ | ------- | ------------ | ------------------------------------ |
| Йитс   | 9,5    | 35      | 90           | Уильям Батлер Йейтс, ирландский поэт |
| Йокаи  | 72,5   | 136     | 85           | Мор Йокаи, венгерский писатель       |

## К
| Кратер     | Широта | Долгота | Диаметр (км) | Назван в честь                             |
| ---------- | ------ | ------- | ------------ | ------------------------------------------ |
| Калидаса   | −17,5  | 180     | 110          | Калидаса, индийский писатель               |
| Калликрат  | −65    | 32      | 65           | Калликрат, древнегреческий архитектор      |
| Камоэнс    | −70,5  | 70      | 70           | Камоэнс, португальский писатель            |
| Каннингем  | 30,48  | 203,07  | 37,0         | Имоджен Каннингем, американский фотограф   |
| Кандинский | 88     | 281     | 60           | Василий Кандинский, русский художник.      |
| Кардуччи   | −36    | 90      | 75           | Джозуэ Кардуччи, итальянский поэт          |
| Кертес     | 27,44  | 214,06  | 33,0         | Андре Кертес, венгерский фотограф          |
| Китс       | −66,5  | 154     | 108          | Джон Китс, английский поэт                 |
| Койпер     | −11    | 31,5    | 60           | Джерард Койпер, американский астроном      |
| Колридж    | −54,5  | 66,5    | 110          | Сэмюэл Тейлор Кольридж, английский поэт    |
| Копли      | −37,5  | 35,5    | 30           | Джон Синглтон Копли, американский художник |
| Куперин    | 30     | 153     | 75           | Куперен, семья французских музыкантов      |
| Куросава   | −52    | 23      | 180          | Куросава Кинко, японский музыкант          |
| Кэнко      | −21    | 16,5    | 90           | Ёсида Кэнко, японский писатель             |

## Л
| Кратер     | Широта | Долгота | Диаметр (км) | Назван в честь                                                                    |
| ---------- | ------ | ------- | ------------ | --------------------------------------------------------------------------------- |
| Леннон     | −36,41 | 318,76  | 95           | Джон Леннон, британский рок-музыкант, певец, поэт, композитор, художник, писатель |
| Леопарди   | −73    | 180     | 69           | Джакомо Леопарди, итальянский писатель                                            |
| Лермонтов  | 15,5   | 48,5    | 160          | Михаил Юрьевич Лермонтов, русский поэт                                            |
| Ли Бо      | 17,1   | 35,7    | 126          | Ли Бо, китайский поэт.                                                            |
| Лисипп     | 1,5    | 133     | 150          | Лисипп, древнегреческий скульптор                                                 |
| Ли Цинчжао | −77    | 73      | 60           | Ли Цинчжао, китайская поэтесса                                                    |
| Лу Синь    | 0,5    | 23,5    | 95           | Лу Синь, китайский писатель                                                       |
| Лян Кай    | −39,5  | 183,5   | 105          | Лян Кай, китайский живописец                                                      |

## М
| Кратер       | Широта | Долгота | Диаметр (км) | Назван в честь                                   |
| ------------ | ------ | ------- | ------------ | ------------------------------------------------ |
| Малер        | −19    | 19      | 100          | Густав Малер, австрийский композитор             |
| Мансар       | 73.5   | 120     | 75           | Жюль Ардуэн-Мансар, французский архитектор       |
| Мансур       | 47.5   | 163     | 75           | Мансур, индийский художник                       |
| Марк         | 31.5   | 176     | 55           | Аузиас Марк, испанский поэт                      |
| Марк Твен    | −10.5  | 138.5   | 140          | Марк Твен, американский писатель                 |
| Марти        | −75.5  | 164     | 63           | Хосе Марти, кубинский писатель                   |
| Марциал      | 69     | 178     | 45           | Марк Валерий Марциал, древнеримский поэт         |
| Матисс       | −23.5  | 90      | 210          | Анри Матисс, французский художник                |
| Ма Чжиюань   | −59    | 77      | 170          | Ма Чжиюань, китайский писатель                   |
| Машо         | −1.5   | 83      | 105          | Гийом де Машо, французский поэт и композитор     |
| Мелвилл      | 22     | 9.5     | 145          | Герман Мелвилл, американский писатель            |
| Мена         | 0.5    | 125     | 20           | Хуан де Мена, испанский поэт                     |
| Мендиш Пинту | −61    | 19      | 170          | Фернан Мендиш Пинту, португальский писатель      |
| Микеланджело | −44.5  | 110     | 200          | Микеланджело, итальянский художник               |
| Мильтон      | −25.5  | 175     | 175          | Джон Мильтон, английский поэт                    |
| Мирон        | 71     | 79.5    | 30           | Мирон из Елевфер, древнегреческий скульптор      |
| Мистраль     | 5      | 54      | 100          | Габриэла Мистраль, чилийская поэтесса            |
| Мицкевич     | 23.5   | 102.5   | 115          | Адам Мицкевич, польский писатель                 |
| Мольер       | 16     | 17.5    | 140          | Мольер, французский драматург.                   |
| Моне         | 44     | 9.5     | 250          | Клод Моне, французский художник                  |
| Монтеверди   | 64     | 77      | 130          | Клаудио Монтеверди, итальянский композитор       |
| Мофуло       | −37    | 29      | 90           | Томас Мофоло, писатель Лесото                    |
| Моцарт       | 8      | 190.5   | 225          | Вольфганг Амадей Моцарт, австрийский композитор. |
| Муди         | −13.1  | 215.4   | 80.0         | Рональд Муди, ямайский художник                  |
| Мунк         | 40.6   | 207.3   | 54.0         | Эдвард Мунк, норвежский художник                 |
| Мурасаки     | −12    | 31      | 125          | Мурасаки Сикибу, японская поэтесса               |
| Мусоргский   | 33     | 96.5    | 115          | Модест Петрович Мусоргский, русский композитор   |

## Н
| Кратер  | Широта | Долгота | Диаметр (км) | Назван в честь                                                   |
| ------- | ------ | ------- | ------------ | ---------------------------------------------------------------- |
| Навахи  | 36,1   | 214,9   | 34,0         | Джозеф Навахи, гавайский художник                                |
| Навои   | 590    | 200,0   | 66,0         | Алишер Навои, узбекский поэт                                     |
| Нампейо | −39,5  | 50,5    | 40           | Айрис Нампейо, американская художница-керамистка из племени хопи |
| Нёйманн | −36,5  | 35      | 100          | Иоганн Нейман, немецкий архитектор                               |
| Нерво   | 43     | 179     | 50           | Амадо Нерво, мексиканский поэт                                   |
| Неруда  | −52,47 | 234,55  | 110,0        | Пабло Неруда, чилийский поэт                                     |
| Низами  | 71,5   | 165     | 70           | Низами Гянджеви, классик персидской поэзии                       |

## О
| Кратер    | Широта | Долгота | Диаметр (км) | Назван в честь                               |
| --------- | ------ | ------- | ------------ | -------------------------------------------- |
| Овидий    | −69,5  | 23      | 40           | Овидий, древнеримский поэт                   |
| Овнатанян | −7,6   | 187,5   | 34,0         | Акоп Овнатанян, армянский художник           |
| Оскисон   | 60,6   | 215,3   | 120          | Джон Милтон Оскисон, писатель племени чероки |

## П
| Кратер     | Широта | Долгота | Диаметр (км) | Назван в честь                             |
| ---------- | ------ | ------- | ------------ | ------------------------------------------ |
| Пёрселл    | 81     | 148     | 80           | Генри Пёрселл, английский композитор       |
| Петрарка   | −30    | 26,5    | 160          | Франческо Петрарка, итальянский поэт       |
| Пигаль     | −37    | 10,5    | 130          | Жан-Батист Пигаль, французский скульптор   |
| По         | 44,0   | 201,2   | 75,0         | Эдгар Аллан По, американский поэт          |
| Полигнот   | 0      | 68,5    | 130          | Полигнот, древнегреческий живописец        |
| Попова     | 34,27  | 67,11   | 34,74        | Любовь Сергеевна Попова, русская художница |
| Пракситель | 27     | 60      | 175          | Пракситель, древнегреческий скульптор      |
| Пруст      | 20     | 47      | 140          | Марсель Пруст, французский писатель        |
| Пуччини    | −64,5  | 46      | 110          | Джакомо Пуччини, итальянский композитор    |
| Пушкин     | −65    | 24      | 200          | Александр Сергеевич Пушкин, русский поэт   |

## Р
| Кратер       | Широта | Долгота | Диаметр (км) | Назван в честь                                           |
| ------------ | ------ | ------- | ------------ | -------------------------------------------------------- |
| Рабле        | −59,5  | 62,5    | 130          | Франсуа Рабле, французский писатель                      |
| Раден Салех  | 2,2    | 201,3   | 25,0         | Раден Салех, индонезийский художник                      |
| Райнис       | 5      | 96,5    | 85           | Райнис, латвийский писатель                              |
| Рамо         | −54    | 38      | 50           | Жан-Филипп Рамо, французский композитор                  |
| Рафаэль      | −19,5  | 76,5    | 350          | Рафаэль Санти, итальянский художник                      |
| Рахманинов   | 27,24  | 57,36   | 290          | Сергей Васильевич Рахманинов, русский композитор         |
| Рен          | 24,5   | 36      | 215          | Кристофер Рен, английский архитектор                     |
| Ренуар       | −18    | 52      | 220          | Пьер Огюст Ренуар, французский художник                  |
| Репин        | −19    | 63      | 95           | Илья Ефимович Репин, русский художник                    |
| Рильке       | −44,5  | 13,5    | 70           | Райнер Мария Рильке, немецкий поэт                       |
| Рименшнейдер | −52,5  | 100,5   | 120          | Тильман Рименшнейдер, немецкий скульптор                 |
| Роден        | 22     | 18,5    | 240          | Огюст Роден, французский скульптор                       |
| Рубенс       | 59,5   | 73,5    | 180          | Питер Пауль Рубенс, нидерландский (фламандский) художник |
| Рублёв       | −14,5  | 157,5   | 125          | Андрей Рублёв, русский иконописец                        |
| Рудаки       | −3,5   | 51,5    | 120          | Рудаки, персидский поэт                                  |
| Raditladi    | 27,28  | 240,93  | 257          | Leetile Disang Raditladi, ботсванийский писатель         |

## С
| Кратер       | Широта | Долгота | Диаметр (км) | Назван в честь                                                    |
| ------------ | ------ | ------- | ------------ | ----------------------------------------------------------------- |
| Саади        | −77.5  | 56      | 60           | Саади, персидский поэт                                            |
| Сайкаку      | 73     | 177     | 80           | Ихара Сайкаку, японский поэт                                      |
| Салливен     | −16    | 87      | 135          | Луис Генри Салливен, американский архитектор                      |
| Сармьенто    | −28,5  | 188,5   | 115          | Доминго Сармьенто, аргентинский писатель и президент              |
| Саят-Нова    | −27,5  | 122,5   | 125          | Саят-Нова, армянский поэт                                         |
| Свейнсдоттир | −2,58  | 259,96  | 220          | Юлиана Свейнсдоттир, исландская художница                         |
| Сервантес    | −75    | 122     | 200          | Мигель де Сервантес, испанский писатель                           |
| Синан        | 16     | 30      | 140          | Синан, турецкий архитектор                                        |
| Скарлатти    | 40,5   | 99,5    | 135          | Доменико Скарлатти, Алессандро Скарлатти, итальянские композиторы |
| Скопас       | −81    | 173     | 95           | Скопас, древнегреческий скульптор и архитектор                    |
| Снорри       | −5,5   | 83,5    | 30           | Снорри Стурлусон, исландский писатель                             |
| Сор Хуана    | 49     | 24      | 80           | Хуана Инес де ла Крус, мексиканская поэтесса                      |
| Сотацу       | 45     | 19,5    | 130          | Таварая Сотацу, японский художник                                 |
| Софокл       | −6,5   | 146,5   | 145          | Софокл, древнегреческий драматург                                 |
| Стравинский  | 50,5   | 73      | 170          | Игорь Фёдорович Стравинский, русский композитор                   |
| Стриндберг   | 54     | 136     | 165          | Юхан Август Стриндберг, шведский писатель                         |
| Сурдас       | −46,5  | 94      | 100          | Сурдас, индийский поэт                                            |
| Суриков      | −37    | 125     | 105          | Василий Иванович Суриков, русский художник                        |
| Сэй          | −63,5  | 88,5    | 130          | Сэй Сёнагон, японская писательница                                |
| Сэндер       | 42,59  | 205,6   | 50,0         | Август Сэндер, немецкий фотограф                                  |
| Сяо Чжао     | 10,58  | 236,16  | 24,0         | Сяо Чжао, китайский художник                                      |

## Т
| Кратер         | Широта | Долгота | Диаметр (км) | Назван в честь                            |
| -------------- | ------ | ------- | ------------ | ----------------------------------------- |
| Тагор          | −2,5   | 64      | 115          | Рабиндранат Тагор, индийский писатель     |
| Такаёси        | −37    | 164     | 105          | Такаёси, японский художник                |
| Тансен         | 4,5    | 72      | 25           | Тансен, индийский композитор              |
| Тинторетто     | −47,5  | 24      | 60           | Тинторетто, итальянский художник          |
| Тициан         | −3     | 42,5    | 115          | Тициан, итальянский художник              |
| Толстой        | −15    | 165     | 400          | Лев Николаевич Толстой, русский писатель  |
| Триггвадоуттир | 89,55  | 171,56  | 31           | Нина Триггвадоуттир, исландская художница |
| Тургенев       | 66     | 135     | 110          | Иван Сергеевич Тургенев, русский писатель |
| Тьягараджа     | 4      | 149     | 100          | Тьягараджа, индийский композитор          |

## У
| Кратер    | Широта | Долгота | Диаметр (км) | Назван в честь                  |
| --------- | ------ | ------- | ------------ | ------------------------------- |
| Уитмен    | 41,4   | 11,4    | 70,0         | Уолт Уитмен, американский поэт  |
| Ункей     | −31    | 63,5    | 110          | Ункей, японский скульптор       |
| Устад Иса | −31,5  | 166     | 105          | Устад Иса, индийский архитектор |

## Ф
| Кратер      | Широта | Долгота | Диаметр (км) | Назван в честь                    |
| ----------- | ------ | ------- | ------------ | --------------------------------- |
| Феофан Грек | −4     | 143     | 50           | Феофан Грек, русский иконописец   |
| Фидий       | 9      | 150     | 155          | Фидий, древнегреческий архитектор |
| Филоксен    | −8     | 112     | 95           | Филоксен, древнегреческий поэт    |

## Х
| Кратер    | Широта | Долгота | Диаметр (км) | Назван в честь                                                                             |
| --------- | ------ | ------- | ------------ | ------------------------------------------------------------------------------------------ |
| Ханса     | −56,5  | 52      | 100          | Аль-Ханса, арабская поэтесса VII века                                                      |
| Хань Кань | −72,13 | 146,4   | 50           | Хань Гань, китайский художник                                                              |
| Харунобу  | 15,5   | 141     | 100          | Судзуки Харунобу, японский художник                                                        |
| Хиросигэ  | −13    | 27      | 140          | Утагава Хиросигэ, японский художник                                                        |
| Хитомаро  | −16    | 16      | 105          | Какиномото Хитомаро, японский поэт                                                         |
| Хольберг  | −66,5  | 61      | 66           | Людвиг Хольберг, датский писатель                                                          |
| Хун Каль  | −0,5   | 20      | 1,5          | '20' на языке майя (через него на Меркурии проходит меридиан 20 градусов западной долготы) |

## Ц
| Кратер      | Широта | Долгота | Диаметр (км) | Назван в честь                           |
| ----------- | ------ | ------- | ------------ | ---------------------------------------- |
| Цай Вэньчжи | 23,5   | 22,5    | 120          | Цай Вэньчжи, китайский поэт и композитор |
| Цао Чжань   | −13    | 142     | 110          | Цао Чжань, китайский писатель-новеллист  |
| Цзян Куй    | 14,5   | 103     | 40           | Цзян Куй, китайский композитор           |
| Ци Байши    | −4,2   | 196     | 15           | Ци Байши, китайский художник             |
| Цураюки     | −62    | 22,5    | 80           | Ки-но Цураюки, японский писатель         |
| Цю Ин       | 82,67  | 85,7    | 20           | Цю Ин, китайский художник                |

## Ч
| Кратер     | Широта | Долгота | Диаметр (км) | Назван в честь                             |
| ---------- | ------ | ------- | ------------ | ------------------------------------------ |
| Чайковский | 8      | 50,5    | 160          | Пётр Ильич Чайковский, русский композитор  |
| Чехов      | −33,5  | 61,5    | 130          | Антон Павлович Чехов, русский писатель     |
| Чжао Мэнфу | −87,3  | 132     | 150          | Чжао Мэнфу, китайский художник и каллиграф |
| Чжу Да     | 3,5    | 106     | 100          | Чжу Да, китайский живописец                |
| Чон Чхоль  | 47     | 116     | 120          | Чон Чхоль, корейский поэт                  |

## Ш
| Кратер        | Широта | Долгота | Диаметр (км) | Назван в честь                                         |
| ------------- | ------ | ------- | ------------ | ------------------------------------------------------ |
| Шевченко      | −53    | 47      | 130          | Тарас Григорьевич Шевченко, украинский поэт и художник |
| Шекспир       | 48,5   | 151     | 350          | Уильям Шекспир, английский поэт                        |
| Шелли         | −47,5  | 128,5   | 145          | Перси Биши Шелли, английский поэт                      |
| Шёнберг       | −15,5  | 136     | 30           | Арнольд Шёнберг, австрийский композитор                |
| Шер-Гил       | −45,1  | 225,5   | 73,0         | Амрита Шер-Гил, индийская художница                    |
| Шолом-Алейхем | 50,4   | 87,7    | 200          | Шолом-Алейхем, еврейский писатель                      |
| Шопен         | −64,5  | 124     | 100          | Фредерик Шопен, польский композитор                    |
| Шпиттелер     | −68    | 62      | 66           | Карл Шпиттелер, швейцарский поэт                       |
| Шуберт        | −42    | 54,5    | 160          | Франц Шуберт, австрийский композитор                   |

## Э
| Кратер   | Широта | Долгота | Диаметр (км) | Назван в честь                                |
| -------- | ------ | ------- | ------------ | --------------------------------------------- |
| Эйтоку   | −21.5  | 157.5   | 105          | Кано Эйтоку, японский художник                |
| Эквиано  | −39    | 31      | 80           | Олауда Эквиано, западноафриканский писатель   |
| Эминеску | 10.79  | 245.87  | 125.0        | Михай Эминеску, румынский поэт                |
| Энвонву  | −9.9   | 238.4   | 38.0         | Бен Энвонву, нигерийский художник и скульптор |

## Ю
| Кратер    | Широта | Долгота | Диаметр (км) | Назван в честь            |
| --------- | ------ | ------- | ------------ | ------------------------- |
| Юн Сон До | −72,5  | 109     | 61           | Юн Сон До, корейский поэт |